# Daley Blind
Daley Blind (* 9. března 1990 Amsterdam) je nizozemský profesionální fotbalista, který hraje na pozici levého obránce za španělský klub Girona FC a za nizozemský národní tým.
Univerzální fotbalista, hraje povětšinou na levé straně obrany a dobře čte hru. Získal ocenění nizozemský fotbalista roku 2014. Účastník Mistrovství světa 2014 v Brazílii.
Jeho otcem je dřívější dlouhodobý nizozemský reprezentant Danny Blind.

## Klubová kariéra
Profesionální fotbalovou kariéru zahájil v Ajaxu, klubu, ve kterém prošel proslulou mládežnickou akademií. Ve svých 17 letech podepsal s klubem první profesionální smlouvu platnou do 1. července 2010.
S Ajaxem vyhrál čtyřikrát ligovou soutěž Eredivisie (2010/11, 2011/12, 2012/13, 2013/14) a jednou Johan Cruijff Schaal (nizozemský Superpohár v roce 2013). Po sezoně 2013/14 získal ocenění nizozemský fotbalista roku 2014.
Jarní část sezóny 2009/10 strávil na hostování v FC Groningen.
1. 9. 2014 přestoupil do anglického klubu Manchester United za 13,8 milionu britských liber.

## Reprezentační kariéra
Daley Blind byl členem nizozemských mládežnických výběrů od kategorie U17.
V červnu 2013 byl nominován na Mistrovství Evropy hráčů do 21 let konané v Izraeli. S týmem se dostal do semifinále, kde Nizozemsko vypadlo s Itálií po porážce 0:1.
V A-mužstvu Nizozemska debutoval pod trenérem Louisem van Gaalem 6. února 2013 v přátelském zápase s Itálií. Nastoupil na hřiště v základní sestavě a svým výkonem pomohl k remíze 1:1.
Trenér Louis van Gaal jej vzal na Mistrovství světa 2014 v Brazílii. V úvodním utkání proti Nizozemsku se podílel dvěma asistencemi na debaklu Španělska v poměru 5:1. Nizozemci se dostali na turnaji do boje o třetí místo proti Brazílii, vyhráli 3:0 a získali bronzové medaile. V tomto utkání vstřelil svůj premiérový gól v dresu Oranje.

## Statistiky

### Klubové
K zápasu odehranému 27. července 2020
| Klub              | Sezóna  | Liga           | Liga   | Liga | Národní pohár | Národní pohár | Ligový pohár | Ligový pohár | Evropské poháry | Evropské poháry | Ostatní | Ostatní | Celkem | Celkem |
| Klub              | Sezóna  | Liga           | Zápasy | Góly | Zápasy        | Góly          | Zápasy       | Góly         | Zápasy          | Góly            | Zápasy  | Góly    | Zápasy | Góly   |
| ----------------- | ------- | -------------- | ------ | ---- | ------------- | ------------- | ------------ | ------------ | --------------- | --------------- | ------- | ------- | ------ | ------ |
| Ajax              | 2008/09 | Eredivisie     | 5      | 0    | 0             | 0             | —            | —            | 1               | 0               | —       | —       | 6      | 0      |
| Ajax              | 2009/10 | Eredivisie     | 0      | 0    | 0             | 0             | —            | —            | 0               | 0               | —       | —       | 0      | 0      |
| Ajax              | 2010/11 | Eredivisie     | 10     | 0    | 4             | 0             | —            | —            | 4               | 0               | 0       | 0       | 18     | 0      |
| Ajax              | 2011/12 | Eredivisie     | 21     | 0    | 1             | 0             | —            | —            | 3               | 0               | 1       | 0       | 26     | 0      |
| Ajax              | 2012/13 | Eredivisie     | 34     | 2    | 3             | 0             | —            | —            | 8               | 0               | 1       | 0       | 46     | 2      |
| Ajax              | 2013/14 | Eredivisie     | 29     | 1    | 6             | 0             | —            | —            | 8               | 0               | 1       | 0       | 44     | 1      |
| Ajax              | 2014/15 | Eredivisie     | 3      | 0    | 0             | 0             | —            | —            | 0               | 0               | 0       | 0       | 3      | 0      |
| Ajax              | Celkem  | Celkem         | 102    | 3    | 14            | 0             | —            | —            | 24              | 0               | 3       | 0       | 143    | 3      |
| Groningen (host.) | 2009/10 | Eredivisie     | 17     | 0    | 0             | 0             | —            | —            | —               | —               | 2       | 0       | 19     | 0      |
| Manchester United | 2014/15 | Premier League | 25     | 2    | 4             | 0             | 0            | 0            | —               | —               | —       | —       | 29     | 2      |
| Manchester United | 2015/16 | Premier League | 35     | 1    | 7             | 1             | 2            | 0            | 12              | 0               | —       | —       | 56     | 2      |
| Manchester United | 2016/17 | Premier League | 23     | 1    | 1             | 0             | 3            | 0            | 11              | 0               | 1       | 0       | 39     | 1      |
| Manchester United | 2017/18 | Premier League | 7      | 0    | 1             | 0             | 3            | 0            | 6               | 1               | 0       | 0       | 17     | 1      |
| Manchester United | Celkem  | Celkem         | 90     | 4    | 13            | 1             | 8            | 0            | 29              | 1               | 1       | 0       | 141    | 6      |
| Ajax              | 2018/19 | Eredivisie     | 34     | 5    | 5             | 1             | —            | —            | 18              | 0               | —       | —       | 57     | 6      |
| Ajax              | 2019/20 | Eredivisie     | 20     | 0    | 2             | 0             | —            | —            | 11              | 0               | 1       | 1       | 34     | 1      |
| Ajax              | 2020/21 | Eredivisie     | 0      | 0    | 0             | 0             | —            | —            | 0               | 0               | 0       | 0       | 0      | 0      |
| Ajax              | Celkem  | Celkem         | 54     | 5    | 7             | 1             | —            | —            | 29              | 0               | 1       | 1       | 91     | 7      |
| Celkem            | Celkem  | Celkem         | 263    | 12   | 34            | 2             | 8            | 0            | 82              | 1               | 7       | 1       | 394    | 16     |

### Reprezentační
K zápasu odehranému 16. listopadu 2019
| Nizozemsko | Nizozemsko | Nizozemsko |
| Rok        | Zápasy     | Góly       |
| ---------- | ---------- | ---------- |
| 2013       | 8          | 0          |
| 2014       | 17         | 2          |
| 2015       | 9          | 0          |
| 2016       | 8          | 0          |
| 2017       | 10         | 0          |
| 2018       | 8          | 0          |
| 2019       | 9          | 0          |
| Celkem     | 69         | 2          |

#### Reprezentační góly
K zápasu odehranému 16. listopadu 2019. Skóre a výsledky Nizozemska jsou vždy zapisovány jako první
| 010                  | 12. 7. 2014  | Estádio Nacional Mané Garrincha, Brasília, Brazílie | Brazílie | 2:0 | 3:0 | MS 2014         |
| 02                   | 12. 11. 2014 | Amsterdam ArenA, Amsterdam, Nizozemsko              | Mexiko   | 2:3 | 2:3 | přátelský zápas |
| Platí k 16. 10. 2019 |              |                                                     |          |     |     |                 |